# خط بی‌ام‌تی خیابان فرانکلین
خط بی‌ام‌تی خیابان فرانکلین (انگلیسی: BMT Franklin Avenue Line) یکی از خط‌های متروی نیویورک سیتی در بخش بروکلین است.
این خط که در سال ۱۸۷۸ تأسیس شده دارای ۴ ایستگاه است. 

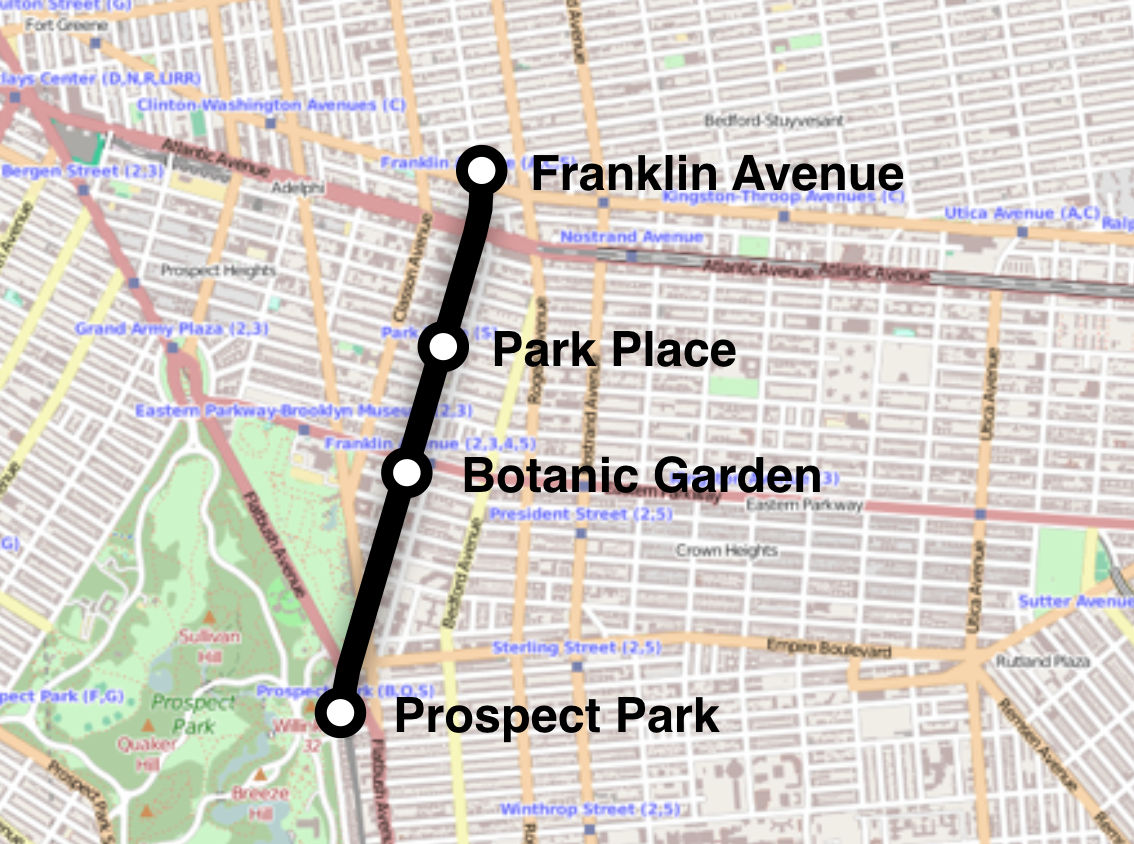
نقشه

## نگارخانه

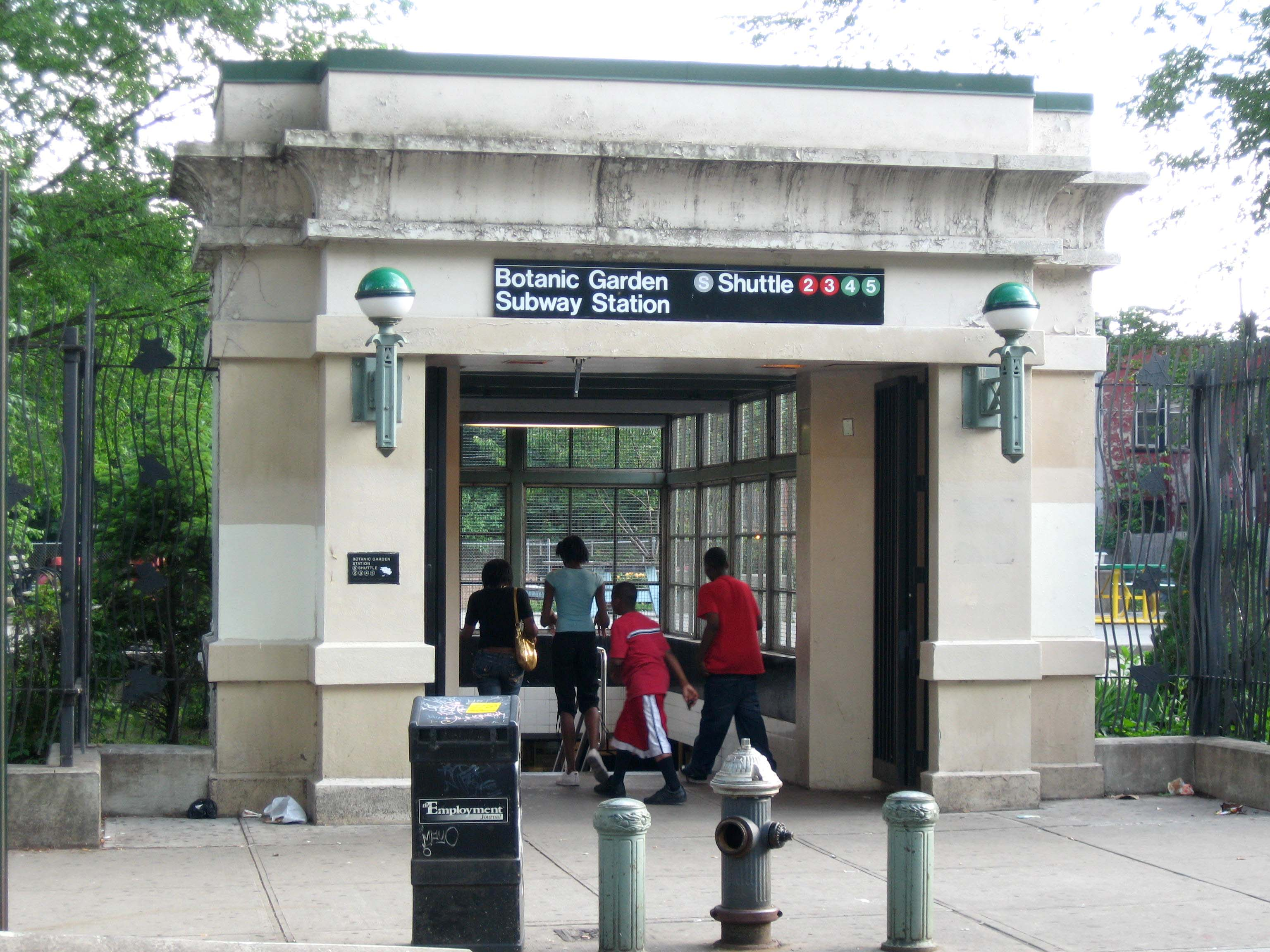
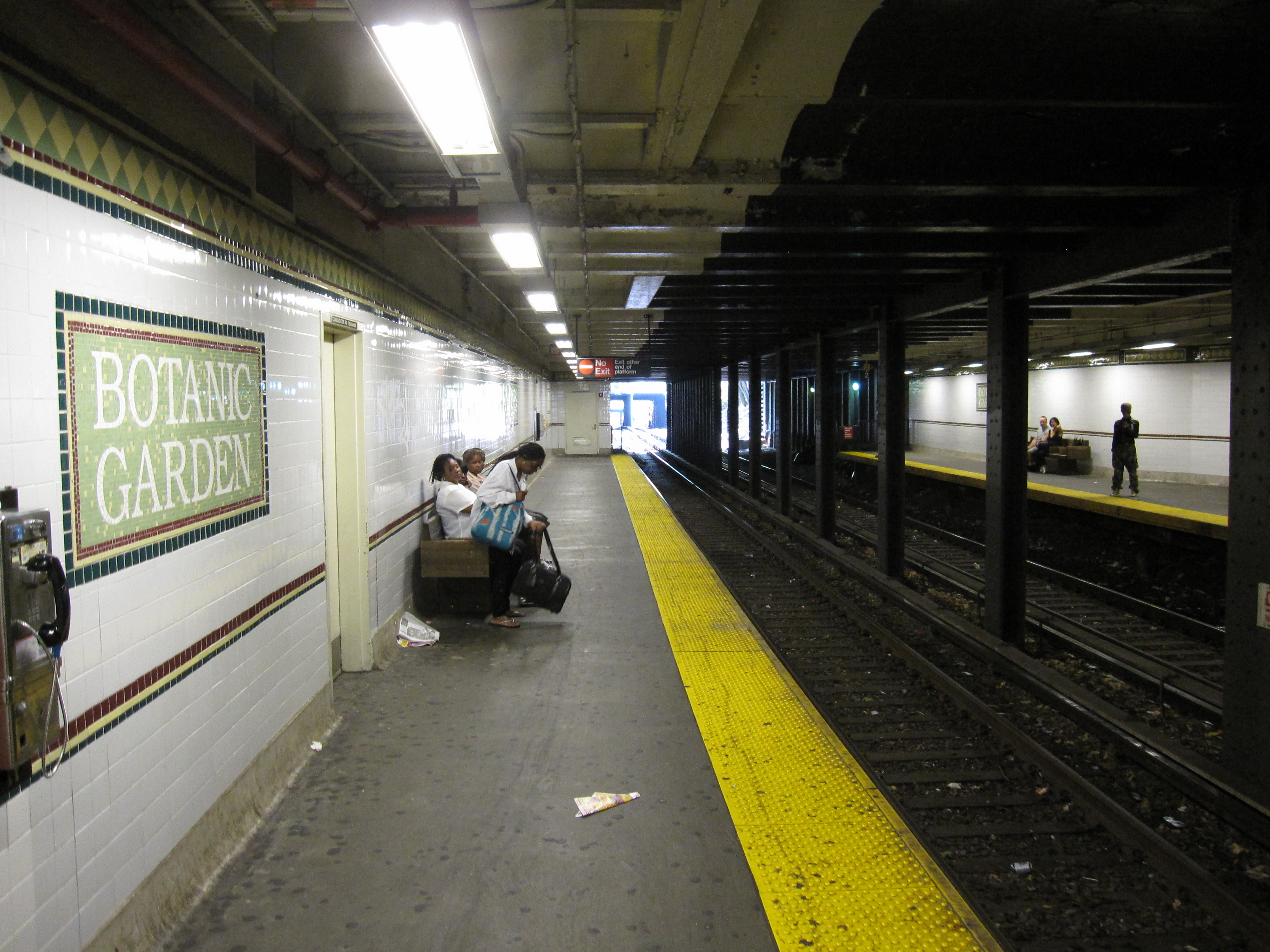
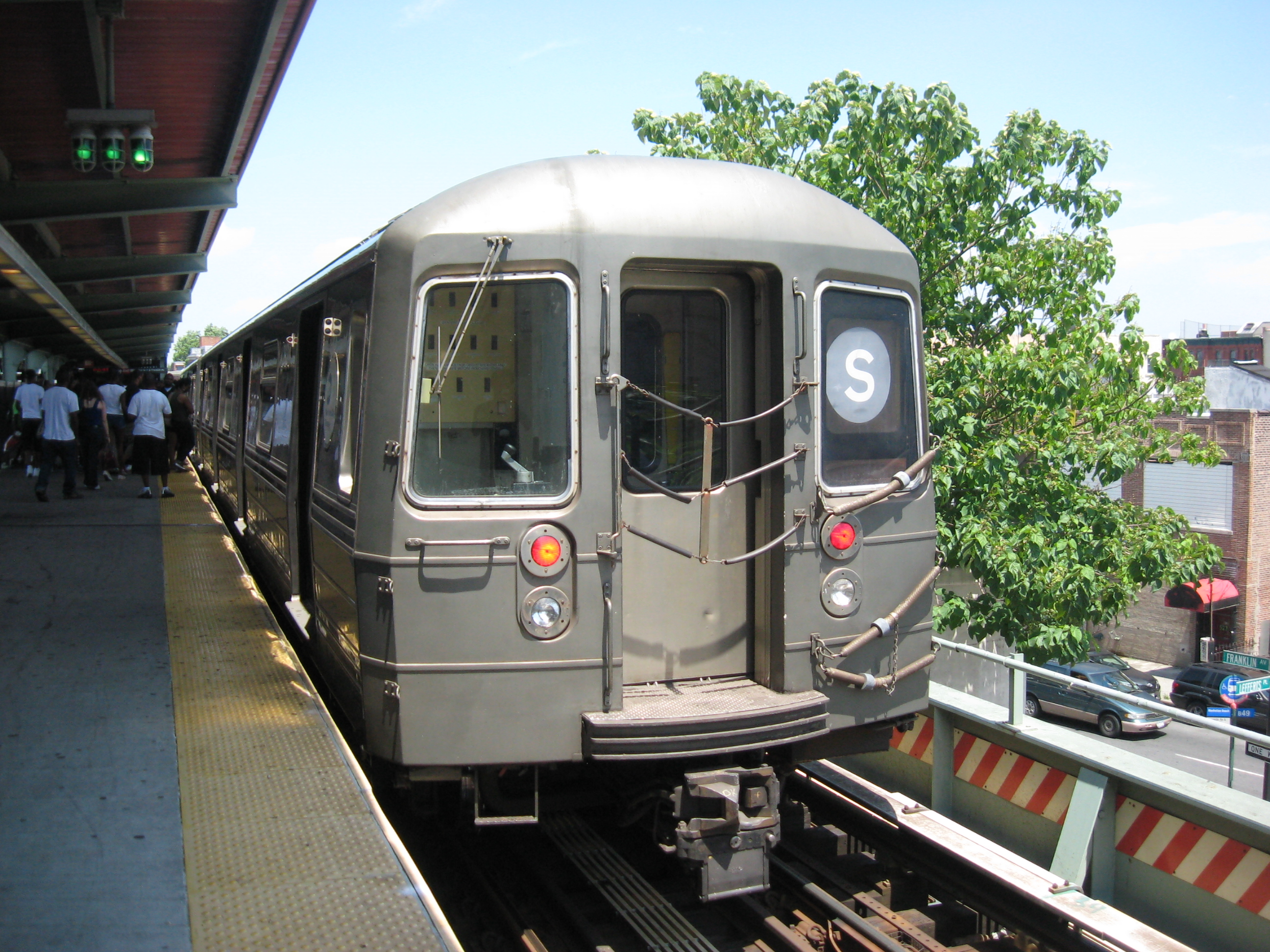
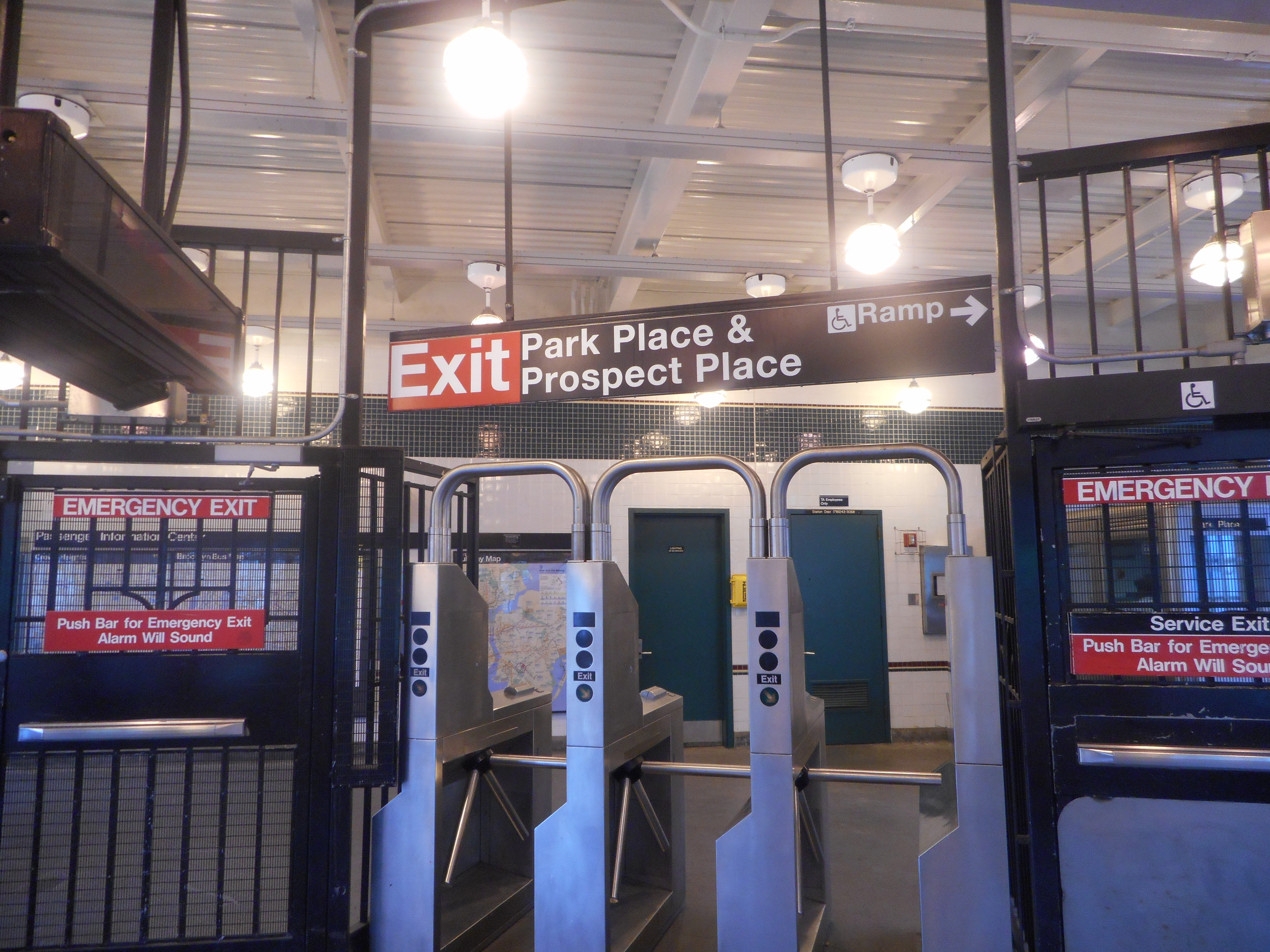